# Innsbrucki repülőtér
Az Innsbrucki repülőtér (IATA: INN, ICAO: LOWI) a legnagyobb nemzetközi repülőtér Tirolban, az ausztriai Innsbruck közelében. A helyiek Kranebitten repülőtérnek nevezik. Ez a repülőtér a legjelentősebb osztrák repülőtér a bécsi és a salzburgi után. Innsbruck központjától mintegy 4 kilométerre található. Az 1925-ben megnyitott repülőtér regionális járatokat bonyolít le az Alpok körül, valamint szezonális nemzetközi forgalmat bonyolít le további európai célállomásokra. Télen jelentősen megnő az aktivitás a régióba utazó síelők nagy száma miatt.

## Létesítmények
A terminálon nincsenek légihídak; a beszálláshoz mozgólépcsőket vagy a repülőgép saját légikísérő lépcsőit használják. A repülőtér maximum a Boeing 767-es méretű repülőgépeket képes kezelni. 2017 februárjában bejelentették, hogy a jelenlegi, az 1964-es téli olimpiára átadott utasterminált egy új, nagyobb létesítményre cserélik, amelyet a tervek szerint 2019-től építenek..
Az innsbrucki repülőtér közismert arról, hogy a környező domborzati viszonyok miatt nehézkes a megközelítése, ami bizonyos repülőgéptípusok számára megtiltja a repülőtéren való üzemeltetést.. A megközelítés és a süllyedés nagyon bonyolult folyamat – az Alpok ördögi szeleket és áramlatokat hoz létre, amelyekkel a pilótáknak a folyamat során végig meg kell küzdeniük. A repülőtér C kategóriás, azaz olyan különleges nehézségekkel járó repülőtér, amely a pilótáknak speciális kiképzést igényel, mielőtt használnák. A megközelítése vagy felszállása a kifutópálya keleti vége felett a belváros felett halad, meglehetősen alacsony magasságban.
Az innsbrucki repülőtér a Tyrolean Airways és a Welcome Air bázisaként szolgált egészen a megszűnésükig, bár az újonnan létrehozott független műszaki részleg, a Tyrolean Airways Luftfahrzeuge Technik GmbH továbbra is itt működik.  Innsbruckban volt az Air Alps székhelye is.

## Megközelítése
A repülőtér megközelíthető a város főpályaudvarától az F jelzésű autóbusszal. A járatok 15 percenként indulnak, a menetidő 18 perc.

## Légitársaságok és úticélok
| Légitársaság          | Célállomások |
| --------------------- | --- |
| Atlantic Airways      | Szezonális charter: Koppenhága |
| Austrian Airlines     | Frankfurt, Bécs Szezonális charter: Billund, Birmingham, Bristol, Cagliari, Koppenhága, Corfu, Edinburgh, Gothenburg, Heraklion, Kos, London–Gatwick, London–Stansted, Manchester, Oslo–Gardermoen, Rhodes, Stockholm–Arlanda |
| Avanti Air            | Szezonális charter: Kalamata, Kefalonia, Lamezia Terme, Menorca, Preveza, Thessaloniki |
| British Airways       | London–Heathrow Szezonális: London–Gatwick |
| Czech Airlines        | Szezonális charter: Brač |
| DAT                   | Szezonális charter: Billund |
| easyJet               | Berlin–Tegel, London–Gatwick Szezonális: Bristol, London–Luton, Manchester |
| Eurowings             | Szezonális: Hamburg |
| Finnair               | Szezonális: Helsinki |
| Jet2.com              | Birmingham, London–Stansted, Manchester |
| Norwegian             | Szezonális: Gothenburg |
| Pegasus Airlines      | Szezonális charter: Antalya |
| Scandinavian Airlines | Szezonális: Koppenhága, Oslo–Gardermoen, Stockholm–Arlanda |
| S7 Airlines           | Szezonális: Moscow–Domodedovo, St. Petersburg |
| Transavia             | Amsterdam Szezonális: Eindhoven, Rotterdam |
| TUI Airways           | Szezonális charter: Birmingham, Edinburgh, Dublin, London–Gatwick, London–Stansted, Manchester, Newcastle upon Tyne |
| TUI fly Belgium       | Szezonális: Antwerp Seasonal charter: Kos |

## Forgalom
A repülőtér forgalma az elmúlt években az alábbi módon változott:
| Év   | Utasszám  | Gépmozgás | Teherszállítás tonnában |
| ---- | --------- | --------- | ----------------------- |
| 2005 | 0738 453  | 13 830    | 576                     |
| 2006 | 0805 582  | 14 633    | 547                     |
| 2007 | 0859 830  | 14 396    | 483                     |
| 2008 | 0969 474  | 15 576    | 431                     |
| 2009 | 0956 972  | 14 792    | 360                     |
| 2010 | 1 033 512 | 15 347    | 362                     |
| 2011 | 0997 020  | 13 505    | 372                     |
| 2012 | 0930 850  | 11 877    | 275                     |
| 2013 | 0981 118  | 11 535    | 238                     |
| 2014 | 0991 356  | 11 687    | 184                     |
| 2015 | 1 001 255 | 11 856    | 139                     |
| 2016 | 1 006 696 | 11 813    | 98                      |
| 2017 | 1 092 547 | 12 040    | 89                      |

Az utasforgalom az elmúlt években az alábbi módon változott:
| Utasok száma | 738 453 | 859 830 | 956 972 | 997 020 | 981 118 | 1 001 255 | 1 092 547 | 1 144 471 | 125 495 | 906 655 |
|              | 2005    | 2007    | 2009    | 2011    | 2013    | 2015      | 2017      | 2019      | 2021    | 2023    |